# Caroline, or Change
Caroline, or Change è un musical con musiche di Jeanine Tesori e libretto di Tony Kushner, debuttato a Broadway nel 2004 e rimasto in scena per 136 repliche. Il musical ottenne recensioni molto positive, soprattutto per le interpretazioni delle protagoniste Tonya Pinkins e Anika Noni Rose, e nel 2007 ha vinto il Laurence Olivier Award al miglior nuovo musical.

## Trama
Lake Charles, 1963. Caroline Thibodeaux è una cameriera di colore presso la benestante famiglia ebraica dei Gellman ed il suo compito è fare il bucato per 30$ alla settimana. Caroline è una madre single con tre figli, dura e stoica: né il movimento per i diritti civili capeggiato da Martin Lutker King, né l'omicidio di Kennedy, né il fatto che il figlio venga spedito in Vietnam riescono a smuoverla dalla sua pessimistica ed immutabile concezione della vita e la donna non riesce ad immaginarsi in nessun altro ruolo se non quello della domestica. Alla morte della signora Gellman, il padre sposa Rose ed entrambi sono preoccupati per Noah, il figlio di primo letto del signor Gellman. Per renderlo più parsimonioso e attento al denaro, Rose dice a Caroline che d'ora in poi lei potrà tenere tutti i soldi che trova nel bucato di Noah; la donna è umiliata all'idea di dover prendere soldi da un bambino, ma i conti da pagare sono tanti e lei accetta. Noah, che è molto affezionato alla domestica, comincia a lasciare mance sempre più generose, finché non commette l'errore di lasciare una quantità di soldi davvero troppo grande: venti dollari.
Caroline viene coinvolta in una disputa su chi sia il reale proprietario di quei soldi ed il suo rapporto con Noah è irrevocabilmente rovinato: dopo una settimana di pausa, Caroline decide di tornare al suo massacrante lavoro dai Gellman. Caroline prega Dio di distruggere il suo orgoglio e toglierle la sua dignità, affinché possa sopportare le umiliazioni che il lavoro le impone: sa di non poter sperare di essere qualcosa di diverso da una cameriera. Intanto Emmie, la figlia sedicenne di Caroline, lotta con passione per i diritti civili, nella speranza di un futuro migliore per tutti gli afroamericani.

## Brani musicali
Primo atto
Washer / Dryer
- 16 Feet Beneath The Sea — Caroline, Lavatrice
- The Radio — Radio
- Laundry Quintet— Lavatrice, Caroline, Radio
- Noah Down The Stairs — Noah
- The Cigarette — Noah e Caroline
- Laundry Finish— Lavatrice, Caroline, Radio
- The Dryer— Asciugatrice e Radio
- I Got Four Kids— Caroline and Asciugatrice

Cabbage
- Caroline, There's Extra Food— Rose, Caroline e i Gellmans
- There Is No God, Noah— Stuart
- Rose Stopnick Can Cook— I Gellmans

Long Distance
- Long Distance— Rose

Moon Change
- Dotty and Caroline— Dotty e Caroline
- Moon Change— La Luna
- Moon Trio— Dotty, Caroline e la Luna
- The Bus— Autobus
- That Can't Be— Autous, Rose, Dotty e Caroline
- Noah and Rose— Rose e Noah
- Inside / Outside — Luna, Noah e Rose
- JFK — Rose, Dotty, Nonna & Nonna Gellman

Duets
- No One Waitin' — Emmie, Caroline, Radio
- 'Night Mamma — Emmie
- Gonna Pass Me A Law — Noah e Caroline
- Noah, Go To Sleep — Caroline

The Bleach Cup
- Noah Has A Problem — Rose e Caroline
- Stuart and Noah — Stuart, Noah e Rose
- Quarter In The Bleach Cup — Caroline e Noah
- Caroline Takes My Money Home — Noah, Caroline, Emmie, Jackie e Joe
- Roosevelt Petrucius Coleslaw — Emmie, Noah, Jackie, Joe, Caroline e la Luna

Secondo atto
Ironing
- Santa Comin' Caroline — Radio
- Little Reward — Lavatrice, Caroline, Radio
- 1943 — Lavatrice, Caroline, Radio
- Mr. Gellman's Shirt — Rose e Caroline
- Ooh Child — Lavatrice, Radio
- Rose Recovers — Rose, Asciugatrice e Caroline
- I Saw Three Ships — Emmie, Jackie, Joe e Caroline

The Chanukah Party
- The Chanukah Party — I Gellmans, Caroline, Emmie
- Dotty and Emmie — Dotty ed Emmie
- I Don't Want My Child To Hear That — Caroline, Mr. Stopnick
- Mr. Stopnick and Emmie — Mr. Stopnick e Emmie
- Kitchen Fight — Caroline, Emmie, Dotty

The Twenty Dollar Bill
- A Twenty Dollar Bill and Why — Mr. Stopnick
- I Hate The Bus — Emmie
- Moon, Emmie and Stuart Trio — The Moon, Emmie, Stuart
- The Twenty Dollar Bill — Noah, I Gellmans
- Caroline and Noah FIght — Caroline, Asciugatrice and Noah

Aftermath
- Aftermath — Rose, Stuart, Mr. Stopnick e Noah

Lot's Wife
- Sunday Morning — Caroline e Dotty
- Lot's Wife — Caroline

How Long Has This Been Going On?
- Salty Teardops — Radio
- Why Does Our House Have A Basement? — Noah, Rose, Caroline
- Underwater — Caroline

Emmie's Dream
- Epilogue — Emmie

## Produzioni principali
Il musical debuttò al Public Theatre di New York il 30 novembre 2003 e rimase in cartellone fino al 1 febbraio 2004. La regia era curata da George C. Wolfe e il cast comprendeva Tonya Pinkins (Caroline Thibodeaux), Anika Noni Rose (Emmie Thibodeaux), Harrison Chad (Noah Gellman), Veanne Cox (Rose Stopnick Gellman) e Chandra Wilson (Dotty Moffett). Il musical debuttò al Eugene O'Neill Theatre di Broadway il 2 maggio 2004 e Caroline, or Change rimase in scena per 158 repliche fino al 29 agosto. Anika Noni Rose e Tonya Pinkins tornarono a ricoprire i propri ruoli anche a Los Angeles e San Francisco nel 2005.
Caroline, or Change debuttò al Royal National Theatre nell'ottobre 2006, con la regia di Wolfe e Pinkins nuovamente nel ruolo di Caroline. Il resto del cast comprendeva: Pippa Bennett-Warneras (Emmie Thibodeaux), Anna Francolini (Rose Stopnick Gellman), Hilton McRae (Mr. Stopnick) e Clive Rowe (autista). Il musical vinse il Laurence Olivier Award al miglior nuovo musical. Nel 2018 il musical tornò sulle scene londinesi, all'Hampstead Theatre dal 12 marzo al 21 aprile. Michael Longhurst cura la regia e il cast comprende Sharon D. Clarke (Caroline), Abiona Omonua (Emmie), Ako Mitchell (autista) e Lauren Ward (Rose Gellman). La produzione è stata candidata all'Olivier Award al miglior revival di un musical e per la sua interpretazione la Clarke ha vinto il Laurence Olivier Award alla migliore attrice in un musical.